# SAL Esperia
La SAL, acronimo di Società Automobili Lombarda, venne fondata a Bergamo, nel 1905, con lo scopo di produrre omnibus, motori marini e automobili. Per queste ultime venne creato il marchio "Vetture Esperia".

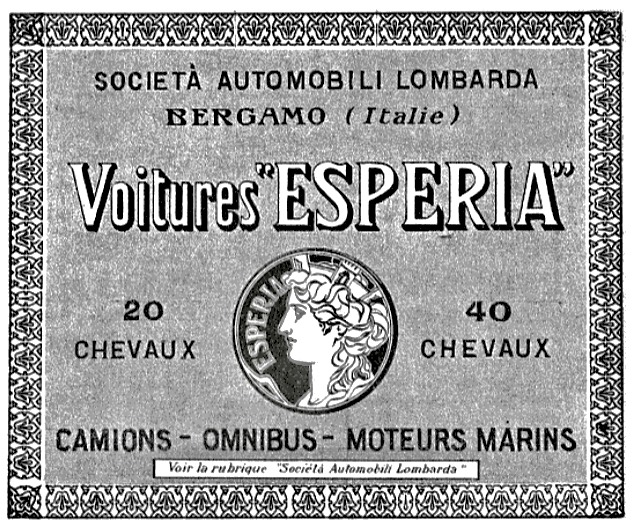
Esperia (1907).

In pochi mesi l'azienda riuscì a presentare i primi autotelai, denominati "20 HP" e "40 HP", dotati di propulsore quadricilindrico in linea da 3.770 cm³.
Nel 1909, per intervenute difficoltà finanziarie, la SAL venne posta in liquidazione ed acquisita dal valente tecnico Giovanni Macagno.
La ragione sociale dell'azienda mutò in "Macagno Giovanni Automobili Licenza Esperia", congiuntamente alla presentazione dei nuovi autotelai "20/24 HP" e "40/50 HP", dotati di motore monoblocco posizionato anteriormente, accensione a magnete "AT" e trasmissione cardanica sulle ruote posteriori.
Le buone caratteristiche tecniche delle vetture, anche dimostrate in alcune gare come la "Padova-Bovolenta", nella quale una "20/24 HP" guidata da Macagno conquistò il primo posto nella III categoria,  non furono sufficienti a far decollare le vendite. I nuovi modelli "Esperia" non incontrarono il favore degli acquirenti e l'azienda chiuse i battenti nel 1913.
A distanza di un secolo, il complesso immobiliare ove si trovava la fabbrica, ora sede dell'I.T.I.S. "Pietro Paleocapa", viene comunemente chiamato "Esperia".